# Sörj ej för dagar som kommer, lämna den flyende tid
Sörj ej för dagar som kommer, lämna den flyende tid är en kör med text (okänt årtal) och musik (1932) av Elsa Eklund.

## Publicerad i
- Frälsningsarméns sångbok 1968 som nr 118 som körsång under rubriken "Jubel, Strid Och Erfarenhet".
- Frälsningsarméns sångbok 1990 som nr 866 under rubriken "Glädje vittnesbörd, tjänst".
- Sångboken 1998 som nr 191.